# دبلیودبلیوئی ۲کی۱۴
دبلیودبلیوئی ۲کی۱۴ (به انگلیسی: WWE 2K14) یک بازی ویدئویی کشتی حرفه‌ای است که با همکاری دو شرکت ویژوال کانسپت و یوکس توسعه یافته‌است و توسط شرکت ۲کی اسپورتز برای پلی‌استیشن ۳ و اکس‌باکس ۳۶۰ منتشر شده‌است. این بازی اولین بازی کشتی حرفه‌ای منتشرشده توسط شرکت ۲کی اسپورتز می‌باشد که لایسنس ساخت بازی خود را در پی ورشکستگی شرکت تی‌اچ‌کیو از آن‌ها خرید. این بازی در تاریخ‌های ۲۹ اکتبر ۲۰۱۳ (در آمریکای شمالی)، ۳۰ اکتبر ۲۰۱۳ (در ژاپن) و ۱ نوامبر ۲۰۱۳ (در اروپا) منتشر شد. این بازی آخرین بازی‌ای بود که لوگوی شرکت دبلیودبلیوئی در آن به صورت خط‌خطی بود چراکه در سال ۲۰۱۴ این شرکت لوگویی جدید را برای خود اختیار نمود.
روند داستانی این بازی اشاره به ۳۰ سال رویداد های [[رسلمنیا]] دارد.
در این بازی علاوه بر بازی های قبلی شخصیتهای جدیدی چون [[آندره دجاینت]].[[هالک هوگان]].و...اشاره کرد.
این بازی از اولین [[رسلمنیا ۱]] تا [[رسلمنیا ۲۹]] شروع میشود که در اولین مرحله این بازی کیفیت پایین دوربین و تصویر خاکستری که همان حال و هوای آن دوران را به مخاطب منتقل میکند.